# Marsmuziek voor Helmuth
Marsmuziek voor Helmuth is een hoorspel van Dick Dreux. De AVRO zond het uit op donderdag 28 april 1966. De regisseur was Dick van Putten. De uitzending duurde 61 minuten.

## Rolbezetting
- Paul van der Lek (Helmuth)
- Harry Bronk (Karl)
- Hans Veerman (Müller)
- Wam Heskes (professor Garrecke)
- Louis de Bree (de grootvader van Helmuth)
- Nel Snel (zijn moeder)
- Frans Somers (de luitenant)
- Huib Orizand (de majoor)
- Rob Geraerds (de generaal)
- Jan Borkus (de stem van een twijfelaar)

## Inhoud
Dit hoorspel is het drama van een overgeërfde denkfout. Die denkfout vindt zijn oorsprong in de Hegeliaanse filosofie, of juister nog, in het daaruit afgeleide absolutisme. Volgens dit absolutisme is de overheid door geen plicht tegenover de onderdanen gebonden. Anders gezegd: de onderdaan is strikte gehoorzaamheid verschuldigd. Van die “gevaarlijke denkfout” - die ergens ten onrechte Nietzsche in de schoenen wordt geschoven - wordt de hoofdpersoon, Helmuth, het slachtoffer. Deze Duitse jongeman, die in zijn studententijd al niet veel voelde voor het “immer schneidige” gedoe van het korpsleven, raakt met zichzelf in conflict wanneer de “frischer fröhlicher Krieg” van 1914 uitbreekt. De oudere generatie - mannen getooid met het oorlogskruis van Sedan - weet hem over te halen toch dienst te nemen. In de kazerne en later aan het front maakt Helmuth zich de “Treue und Tüchtigkeit” van “das Militär” eigen en verwerpt hij zijn aanvankelijke bezwaren als onmannelijke hersenspinsels. Hij wordt een echte “Untertan” en dat wordt zijn ongeluk. Later tobt zijn grootvader over de oorsprong van die denkfout. Maar ja, het is niet ieder gegeven de keerzijde van het wijsgerig idealisme te zien…